# Навозник подвижнорогий
Подвижнорогий навозник (лат. Bolboceras armiger) — жук семейства навозников-землероев (Geotrupidae).

## Описание
Длина тела 7—10 мм. Окраска от буро-жёлтого до чёрного цвета; иногда переднеспинка и надкрылья окрашены с различной интенсивностью;
Кили по боковым краям переднеспинки у самцов превращены в рожки.
Имаго, как и личинки — фунгифаги, питаются грибами, развитие личинки происходит в подземных видах грибов. Генерация одногодичная. Взрослые жуки активны летом; летают в сумерки.

## Экология и место обитания
Широко распространен в Европе, на крайнем востоке ареала достигает поймы реки Урал, где вид чрезвычайно редок. Мезофильный вид и избегает степные ландшафты. Обитает на лугах и лесных полянах.